# North Downs

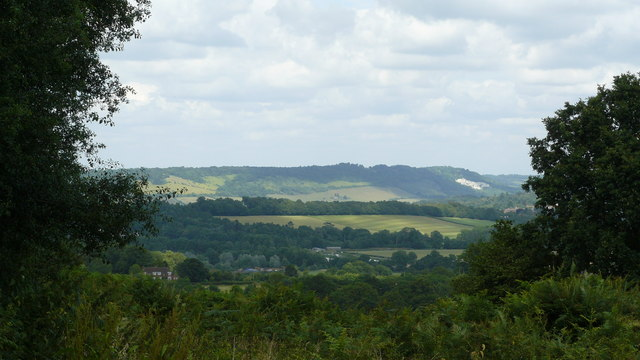
Typisch heuvellandschap in de North Downs

De North Downs is een keten van krijtheuvels in Zuidoost-Engeland tussen 'Hog's Back' bij Farnham in Surrey en de krijtrotsen van Dover in Kent. Zij behoren tot twee gebieden die geclassificeerd zijn als Area of Outstanding Natural Beauty (AONB), de Surrey Hills en de Kent Downs. Ten noorden ligt de Theems-vallei en het Theems-estuarium, ten zuiden ervan de bosrijke Weald. De North Downs Way is een nationale wandelroute door de North Downs van Farnham naar Dover. De keten wordt doorbroken door meerdere riviervalleien, waaronder de Wey, de Mole, de Darent, de Medway en de Stour.

## Etymologie
Down ('beneden') lijkt een rare naam voor heuvels, maar het woord gaat terug op het Oud-Engelse 'dün', waar je de verwantschap met ons woord voor zandheuvel 'duin' in herkent. North: om onderscheid te maken met de South Downs die een 50-tal km zuidelijker parallel ermee lopen. 